# Jozef Van Cauwenbergh
Josephus (Jozef of Joseph) Maria Gustavus Florentinus Ghislenus Van Cauwenbergh (Lier, 6 november 1880 - Berchem, 9 januari 1954) was een Belgisch notaris en politicus voor het Katholiek Verbond van België en vervolgens de CVP.

## Levensloop
Van Cauwenbergh groeide op te Lier, alwaar zijn vader (Florent) notaris en burgemeester was. Hij studeerde aan de Katholieke Universiteit van Leuven, alwaar hij in 1904 afstudeerde als doctor in de rechten. Evenals zijn vader werd hij notaris.
Daarnaast was hij politiek actief. Bij de gemeenteraadsverkiezingen van 24 april 1921 werd hij verkozen tot gemeenteraadslid en vervolgens aangesteld tot schepen. Bij de gemeentelijke stembusgang van 10 oktober 1926 behaalde de Frontpartij (die opkwam onder de naam Katholieke Vlaamsche Volkspartij, KVV) onder leiding van Jozef Cornelis een grote overwinning. Cornelis die met zijn partij over vier van de negentien zetels beschikte besloot daarop Schellekens voor een nieuwe ambtstermijn te steunen. Diens partij schoof evenwel Van Cauwenbergh naar voor als nieuwe burgemeester, waarna de vier KVV-raadsleden tegen diens aanstelling stemden.
Na verschillende maanden kwam het tot eindelijk tot een bestuursakkoord tussen de Katholieken van het Katholiek Verbond en de Vlaams-nationalisten van de KVV. De KVV'ers stelden echter hun veto tegen het burgemeesterschap van Van Cauwenbergh en alzo werd Jules Van Hoof aangesteld als burgemeester ad interim. Na een jaar namen de partijpolitieke spanningen opnieuw toe, mede doordat er bij de katholieken het gevoel bestond dat ze te veel toegevingen deed aan haar coalitiepartner (o.a. het verzoek van 4 juni 1927 aan de regering mbt een 'onvoorwaardelijke amnestie'), maar ook de afzonderlijke viering van Rerum Novarum was de Katholieke Partij een doorn in het oog. In 1928 werd Van Cauwenbergh alsnog aangesteld als burgemeester met liberale steun uit de oppositie. Hierdoor viel de wankele coalitie tussen de nationalisten en de katholieken uit elkaar. Desondanks bestuurden de katholieken verder, gesteund door twee verkozenen (Arthur Vanderpoorten en Demeulenaere) van de Liberale Partij. Tot een echte coalitie kwam het evenwel niet. Op 19 december 1932 werd Van Cauwenbergh door de Antwerpse provincieraad verkozen tot provinciaal senator, een mandaat dat hij zou uitoefenen tot 1946.
Tijdens de Tweede Wereldoorlog moest hij omwille van de door de Duitsers ingestelde (en door de  secretaris-generaal van het Ministerie van Binnenlandse Zaken en Volksgezondheid Gérard Romsée gesteunde) ouderdomsverordening (überalterungsverordnung) van 7 maart 1941 teruggetreden. Waarnemend burgemeester werd partijgenoot en schepen Frans Raats. Op 26 oktober 1941 volgde de aanstelling van Alfred Van der Hallen (VNV) als oorlogsburgemeester. Na de bevrijding nam Van Cauwenbergh onmiddellijk het burgemeestersambt weer op en zou dit mandaat blijven vervullen tot aan zijn dood. Hij werd in deze hoedanigheid opgevolgd door Jules Van Hoof.
Onder zijn bestuur bood Louis Zimmer in 1928 de stad zijn jubelklok aan, dewelke in 1930 ter gelegenheid van het '100-jarige bestaan van België' in de oude Corneliustoren (ter gelegenheid herdoopt in Zimmertoren) werd geïnstalleerd. De afbeelding van Van Cauwenbergh is (samen met die van vijf van zijn voorgangers uit de periode 1830-1930) opgenomen in een 12-kantige carrousel ('défilé' genaamd) in deze toren die telkens om 12u 's middags wordt getoond. Van Cauwenbergh kreeg een laatste rustplaats op het Begraafpark Mechelsepoort te Lier.